# Herbie Flowers
Herbie Flowers, nome d'arte di Brian Keith Flowers (Isleworth, 19 maggio 1938 – Ditchling, 5 settembre 2024), è stato un bassista e compositore britannico distintosi principalmente nell'ambito della musica rock. Oltre ad essere stato membro di gruppi come gli Sky, i Blue Mink e i T. Rex, è stato uno dei più importanti bassisti session man britannici per diversi decenni. Da ricordare il suo contributo al basso nei brani Walk on the Wild Side di Lou Reed e Space Oddity di David Bowie.

## Biografia

### Inizio carriera
Chiamato a fare il militare nella RAF, svolse il servizio come musicista nella banda principale dell'Arma imparando a suonare la tuba. Dopo nove anni si congedò nei primi anni sessanta e si guadagnò da vivere unendosi ad alcune band di musica dixieland. Quando si appassionò di jazz iniziò a suonare il contrabbasso e nel 1965 si imbarcò come musicista in una band a bordo del transatlantico Queen Elizabeth. A New York sentì per la prima volta un basso elettrico e appena poté se ne comprò uno.

### Gruppi rock e session man
Nel 1969 fu uno dei primi membri del nuovo gruppo rock britannico Blue Mink assieme al cantante Roger Cook, con il quale scrisse diversi brani. Nello stesso anno fu il bassista nell'album Space Oddity di David Bowie, con il quale avrebbe suonato anche nel 1973 per Diamond Dogs. Lasciò i Blue Mink nel 1974 per seguire Bowie nel tour promozionale dell'album. Entrò quindi nei T. Rex, che lasciò poco dopo per rientrare nei Blue Mink. Nel frattempo aveva maturato grande esperienza come session man, diventando uno dei bassisti rock più ricercati. Tra gli altri artisti importanti con cui ha suonato vi sono Elton John, Lou Reed, David Essex, Allan Clarke, Al Kooper, Harry Nilsson e Cat Stevens. Si è stimato che entro il 1980 abbia suonato in oltre 500 dischi, tra singoli ed LP. In particolare, a partire dalla metà degli anni settanta trascorse circa tre mesi all'anno negli Stati Uniti per il suo lavoro di session man. Oltre che in ambito rock, fu impegnato anche nelle registrazioni di colonne sonore e con orchestre di musica classica.

### Lavori solisti e gli Sky
I primi album di Flowers furono quelli attribuiti a lui e al batterista dei Blue Mink Barry Morgan: Bass Guitar And Percussion e Bass Guitar And Percussion - Volume 2, usciti entrambi nel 1971. Il suo primo lavoro solista fu Plant Life del 1975, a cui fece seguito A Little Potty del 1980 e Herbie's Stuff del 1984, album che non ebbero successo commerciale.
Ebbero invece successo gli Sky, gruppo progressive/fusion al quale si unì, formato a fine anni settanta assieme ai chitarristi John Williams e Kevin Peek, al batterista Tristan Fry e al tastierista Francis Monkman. Flowers rimase con gli Sky fino a metà degli anni novanta, continuando nel frattempo la carriera di session man.

## Discografia

### Solista
- 1975: Plant Life (Philips)
- 1980: A Little Potty (EMI)
- 1984: Herbie's Stuff (KPM)

### Con Barry Morgan
- 1971: Bass Guitar and Percussion (KPM)
- 1971: Bass Guitar and Percussion - Volume 2 (KPM)